# Юй Сянь
Юй Сянь (кит.: 毓賢, 1842, Династія Цін - 22 лютого 1901, Ланьчжоу, Династія Цін) - китайський політик кінця династії Цін, губернатор провінції Шаньдун, губернатор провінції Шаньсі, відомий жорстокими переслідуваннями китайських християн під час повстання Іхетуань.

## Життєпис
Був маньчжуром, що належав до Восьмипрапорної армії. Після кецзюй отримав найнижчу посаду цзяньшена. Використовуючи зв'язки свого батька, який був чиновником у провінції Гуандун, та кошти, отримані після продажу родового маєтку, він у 1879 придбав за гроші посаду префекта.
З 1897 виконував посаду губернатора провінції Шаньдун.
У листопаді 1899 внаслідок тиску з боку колоніальних держав переміщений до провінції Шаньсі, де обіймав посаду губернатора. Уміло впливав на ксенофобські настрої правлячої еліти та намагався змінити їхню політику стосовно боксерів.
Під час повстання Іхетуань підтримував боксерів. У липні 1900 наказав заарештувати і стратити християн у Тайюані, серед яких були два католицькі єпископи, сім черниць з чернечої конгрегації «Францисканки Місіонерки Марії», 12 католицьких священиків, 34 протестантських проповідників. Власноруч стратив єпископа апостольського вікаріату Північного Шаньсі Григорія Грассі.
Не намагався стримувати боксерів і всіляко підтримував їх. Загалом за час його правління в провінції Шаньсі вбито 191 західного місіонера, понад 10 000 китайських християн, спалено та зруйновано 225 церков.
28 вересня 1900 після втручання європейських держав звільнений з посади губернатора Шаньсі. 13 лютого 1901 його засудили за підтримку стихійних вбивств і відправили на заслання в Сіньцзян.
Убитий дорогою на заслання 22 лютого 1901 біля міста Ланьчжоу.

## також
- Китайські новомученики
- 120 китайських мучеників

## Джерело
- Paul Henry Clements: Boxer rebellion: політичний і diplomatic review. New York: AMS Press, 1979, s. 200. ISBN 9780404511609
- Joseph Esherick: Орієнтири Boxer Uprising. Berkeley: University of California Press, 1987, s. 191. ISBN 0-520-06459-3